# Starboy
Starboy è il terzo album in studio del cantante canadese The Weeknd, pubblicato il 25 novembre 2016 dalla XO e Republic.
È stato riconosciuto col Grammy Award al miglior album R&B progressivo del 2018 ed è finito in lizza per due premi Juno, vincendo quello alla registrazione R&B/soul dell'anno.

## Antefatti
Dopo il successo commerciale di Beauty Behind the Madness, il cantante annunciò l'uscita di un nuovo album attraverso il suo profilo Instagram, definendolo un nuovo capitolo della sua musica. Nel disco trovano spazio sonorità alternative R&B, musica elettronica, pop, disco e funk.
Il 24 agosto 2016 Wendy Goldstein, vicepresidente della Republic, rivelò durante un'intervista con la rivista statunitense Billboard che The Weeknd avrebbe collaborato al suo prossimo singolo insieme al duo francese dei Daft Punk. Il 21 settembre vennero infine diffuse la copertina e la data di pubblicazione dell'album.

## Promozione
Il primo singolo estratto dall'album è stato l'omonimo Starboy, pubblicato il 22 settembre e accompagnato dal relativo videoclip sei giorni più tardi. Il 30 dello stesso mese è stata la volta di False Alarm, seguito da un video musicale il 13 ottobre.
Il 18 novembre The Weeknd ha pubblicato in contemporanea i singoli Party Monster e I Feel It Coming, quest'ultimo realizzato nuovamente con i Daft Punk.

### Mania
Mania è un cortometraggio creato per l'album diffuso a partire dal 24 novembre 2016. Esso contiene le canzoni All I Know, Sidewalks, Secrets, Die for You, Party Monster e I Feel It Coming. Il video parla dell'amore tra The Weeknd e una ragazza in discoteca, ma il loro amore porta alla gelosia di un uomo che tenta di uccidere il cantante, ma la ragazza arriva in tempo per assassinare il losco personaggio. Il video si conclude con loro due che si trovano in una stanza illuminata mentre cantano.

## Accoglienza
Nella sua recensione per The Guardian, Alexis Petridis ha affermato che nel disco sono presenti brani «che meritano di essere ascoltati. Sembra di cogliere un artista in uno stato di cambiamento piuttosto scomodo».

## Tracce
1. Starboy (feat. Daft Punk) – 3:50 (Abel "The Weeknd" Tesfaye, Thomas Bangalter, Guy-Manuel de Homem-Christo, Martin McKinney, Henry Russell Walter, Jason Quenneville)
2. Party Monster – 4:09 (Abel "The Weeknd" Tesfaye, Benjamin Diehl, Martin McKinney, Ahmad Balshe, Lana Del Rey)
3. False Alarm – 3:40 (Abel "The Weeknd" Tesfaye, Martin McKinney, Ahmad Balshe, Benjamin Diehl, Henry Russell Walter, Emmanuel Nickerson)
4. Reminder – 3:39 (Abel "The Weeknd" Tesfaye, Emmanuel Nickerson, Martin McKinney, Dylan Wiggins, Henry Russell Walter, Jason Quenneville)
5. Rockin' – 3:53 (Abel "The Weeknd" Tesfaye, Max Martin, Peter Svensson, Savan Kotecha, Ali Payami, Ahmad Balshe)
6. Secrets – 4:26 (Abel "The Weeknd" Tesfaye, Martin McKinney, Henry Russell Walter, Dylan Wiggins, Roland Orzabal, Coz Canler, Jimmy Marinos, Wally Palamarchuk, Mike Skill, Peter Solley)
7. True Colors – 3:26 (Abel "The Weeknd" Tesfaye, William Thomas Walsh, Magnus August Høiberg, Benjamin Levin, Brittany Hazzard, Samuel Wishkoski, Jacob Dutton)
8. Stargirl Interlude (feat. Lana Del Rey) – 1:52 (Abel "The Weeknd" Tesfaye, Martin McKinney, Lana Del Rey, Timothy McKenzie)
9. Sidewalks (feat. Kendrick Lamar) – 3:51 (Abel "The Weeknd" Tesfaye, Martin McKinney, Daniel Wilson, Robert John Richardson, Kendrick Lamar Duckworth, Ali Shaheed Jones-Muhammad)
10. Six Feet Under – 3:58 (Abel "The Weeknd" Tesfaye, Nayvadius Wilburn, Martin McKinney, Benjamin Diehl, Leland Wayne, Henry Russell Walter, Ahmad Balshe, Jason Quenneville)
11. Love to Lay – 3:43 (Abel "The Weeknd" Tesfaye, Max Martin, Peter Svensson, Savan Kotecha, Ali Payami, Ahmad Balshe)
12. A Lonely Night – 3:40 (Abel "The Weeknd" Tesfaye, Max Martin, Peter Svensson, Savan Kotecha, Ali Payami, Ahmad Balshe, Jason Quenneville)
13. Attention – 3:18 (Abel "The Weeknd" Tesfaye, William Thomas Walsh, Benjamin Levin, Magnus August Høiberg, Adam Feeney, Mustafa Ahmed)
14. Ordinary Life – 3:42 (Abel "The Weeknd" Tesfaye, Max Martin, Peter Svensson, Savan Kotecha, Ali Payami, Ahmad Balshe, Martin McKinney, Henry Russell Walter)
15. Nothing Without You – 3:19 (Abel "The Weeknd" Tesfaye, Jason Quenneville, Benjamin Diehl, Thomas Pentz, Ahmad Balshe, Henry Russell Walter)
16. All I Know (feat. Future) – 5:21 (Abel "The Weeknd" Tesfaye, Benjamin Diehl, Magnus August Høiberg, Nayvadius Wilburn, Ahmad Balshe)
17. Die for You – 4:20 (Abel "The Weeknd" Tesfaye, Martin McKinney, Prince 85, Dylan Wiggins, Magnus August Høiberg, William Thomas Walsh)
18. I Feel It Coming (featuring Daft Punk) – 4:29 (Abel "The Weeknd" Tesfaye, Thomas Bangalter, Guy-Manuel de Homem-Christo, Martin McKinney, Henry Russell Walter, Eric Chedeville)

Traccia bonus nell'edizione giapponese e di Target
1. Starboy (feat. Daft Punk) (Kygo Remix) – 4:05 (The Weeknd, Thomas Bangalter, Guy-Manuel de Homem-Christo, Martin McKinney, Henry Russell Walter, Jason Quenneville)

Tracce bonus nell'edizione del 2023
1. Die For You (feat. Ariana Grande) (Remix) – 3:53 (Abel "The Weeknd" Tesfaye, Martin McKinney, Prince 85, Dylan Wiggins, Magnus August Høiberg, William Thomas Walsh, Henry Russell Walter, Ariana Grande)
2. Starboy (feat. Daft Punk) (Kygo Remix) – 4:05 (The Weeknd, Thomas Bangalter, Guy-Manuel de Homem-Christo, Martin McKinney, Henry Russell Walter, Jason Quenneville)
3. Reminder (Young Thug and ASAP Rocky Remix) – 3:42 (Abel "The Weeknd" Tesfaye, Jeffrey Williams, Rakim Mayers, Emmanuel Nickerson, Martin McKinney, Dylan Wiggins, Henry Russell Walter, Jason Quenneville)

## Formazione
Hanno partecipato alle registrazioni, secondo le note di copertina:
Musicisti
- Abel "The Weeknd" Tesfaye – voce
- Daft Punk – voci aggiuntive (tracce 1 e 18)
- Lana Del Rey – cori (traccia 2), voce (traccia 8)
- Simon Christenson – chitarra aggiuntiva (tracce 3 e 17)
- Dylan Wiggins – tastiera aggiuntiva (tracce 4 e 6), basso aggiuntivo (tracce 4 e 18), batteria aggiuntiva (traccia 6), synth bass (traccia 17)
- Kazue Lika Tatushima – voce aggiuntiva (traccia 5)
- Adrian Eccleston – chitarra acustica (traccia 6)
- Kendrick Lamar – voce (traccia 9)
- Daniel Wilson – voce aggiuntiva (traccia 9)
- Future – voce aggiuntiva (traccia 10), voce (traccia 16)
- Jeremy Lertola – battimani (traccia 11)
- Peter Svensson – chitarra (traccia 11)
- Max Martin – chitarra (traccia 11)
- Ryland Blackinton – chitarra (traccia 12)
- Paul Jackson, Jr. – chitarra (traccia 18)
- Nathan East – basso (traccia 18)
- JR Robinson – batteria (traccia 18)

Produzione
- Doc McKinney – produzione esecutiva, coproduzione (tracce 1 e 18), ingegneria del suono (tracce 1-4, 6, 8, 10, 14, 16-18), produzione (tracce 2, 3, 4, 6, 8-10, 14 e 17)
- Abel "The Weeknd" Tesfaye – produzione esecutiva, coproduzione (tracce 1, 5 e 18), produzione (tracce 2, 3, 6, 7, 10, 11, 13, 15-17)
- Tom Coyne – mastering
- Aya Merrill – mastering
- Daft Punk – produzione (tracce 1 e 18)
- Cirkut – coproduzione (tracce 1, 3 e 18), ingegneria del suono (tracce 1, 4, 6, 14, 17 e 18), produzione (tracce 4, 6, 10, 14, 15 e 17)
- Florian Lagatta – ingegneria del suono (tracce 1 e 18)
- Josh Smith – ingegneria del suono (tracce 1-4, 6, 8, 10, 15-18)
- Șerban Ghenea – missaggio (tracce 1, 3, 5-7, 11-14, 17-18)
- John Hanes – ingegneria al missaggio (tracce 1, 3, 5-7, 11-14, 17-18)
- Ben Billions – produzione (tracce 2, 10, 15 e 16), ingegneria del suono (tracce 2, 3 e 10)
- Manny Marroquin – missaggio (tracce 2, 4, 8, 9, 10, 15 e 16)
- Chris Galland – ingegneria al missaggio (tracce 2, 4, 8, 9, 10, 15 e 16)
- Jeff Jackson – assistenza al missaggio (tracce 2, 4, 8, 9, 10, 15 e 16)
- Robin Florent – assistenza al missaggio (tracce 2, 4, 8, 9, 10, 15 e 16)
- Mano – coproduzione (traccia 3), produzione (traccia 4)
- Max Martin – produzione (tracce 5, 11 e 12)
- Ali Payami – produzione (tracce 5, 11 e 12)
- Sam Holland – ingegneria del suono (tracce 5 e 11)
- Cory Bice – assistenza tecnica (tracce 5, 11 e 14)
- Jeremy Bertola – assistenza tecnica (tracce 5, 11 e 14)
- Benny Blanco – produzione (tracce 7, 13)
- Cashmere Cat – produzione (tracce 7, 13 e 16), coproduzione (traccia 17)
- Jake One & Swish – produzione (traccia 7)
- David Schwerkolt – ingegneria del suono (tracce 7 e 13)
- Labrinth – produzione (traccia 8)
- Bobby Raps – produzione (traccia 9)
- Ali Shaheed Muhammad – produzione (traccia 9)
- Metro Boomin – produzione (traccia 10)
- Frank Dukes – produzione (traccia 13)
- Diplo – produzione (traccia 15)
- Benjamin Diehl – ingegneria del suono (traccia 15)
- Raphael Mesquita – ingegneria del suono (traccia 15)
- Prince 85 – coproduzione (traccia 17)

## Successo commerciale
Starboy ha debuttato al vertice della Billboard 200, vendendo 348 000 unità equivalenti nella prima settimana.

## Classifiche

### Classifiche settimanali
| Classifica (2016-23)      | Posizione massima |
| ------------------------- | ----------------- |
| Australia                 | 1                 |
| Austria                   | 10                |
| Belgio (Fiandre)          | 8                 |
| Belgio (Vallonia)         | 24                |
| Canada                    | 1                 |
| Corea del Sud             | 36                |
| Danimarca                 | 1                 |
| Finlandia                 | 1                 |
| Francia                   | 14                |
| Germania                  | 10                |
| Giappone                  | 49                |
| Grecia                    | 8                 |
| Irlanda                   | 3                 |
| Italia                    | 38                |
| Lituania                  | 6                 |
| Messico                   | 16                |
| Norvegia                  | 1                 |
| Nuova Zelanda             | 5                 |
| Paesi Bassi               | 3                 |
| Polonia                   | 25                |
| Portogallo                | 13                |
| Regno Unito               | 5                 |
| Repubblica Ceca           | 1                 |
| Slovacchia                | 1                 |
| Spagna                    | 39                |
| Stati Uniti               | 1                 |
| Stati Uniti (R&B/hip-hop) | 1                 |
| Svezia                    | 1                 |
| Svizzera                  | 5                 |
| Ungheria                  | 18                |

### Classifiche di fine anno
| Classifica (2016) | Posizione |
| ----------------- | --------- |
| Australia         | 51        |
| Belgio (Fiandre)  | 107       |
| Danimarca         | 36        |
| Francia           | 97        |
| Islanda           | 30        |
| Paesi Bassi       | 48        |
| Regno Unito       | 52        |
| Svezia            | 44        |
| Classifica (2017) | Posizione |
| Australia         | 27        |
| Belgio (Fiandre)  | 47        |
| Belgio (Vallonia) | 128       |
| Canada            | 2         |
| Danimarca         | 3         |
| Finlandia         | 9         |
| Francia           | 40        |
| Islanda           | 19        |
| Italia            | 62        |
| Messico           | 67        |
| Norvegia          | 2         |
| Nuova Zelanda     | 14        |
| Paesi Bassi       | 28        |
| Regno Unito       | 26        |
| Stati Uniti       | 3         |
| Svezia            | 5         |
| Svizzera          | 76        |
| Classifica (2018) | Posizione |
| Australia         | 91        |
| Canada            | 28        |
| Danimarca         | 36        |
| Estonia           | 64        |
| Islanda           | 71        |
| Stati Uniti       | 49        |
| Svezia            | 58        |
| Classifica (2019) | Posizione |
| Belgio (Fiandre)  | 192       |
| Danimarca         | 65        |
| Stati Uniti       | 98        |
| Classifica (2020) | Posizione |
| Belgio (Fiandre)  | 103       |
| Danimarca         | 53        |
| Islanda           | 91        |
| Stati Uniti       | 95        |
| Svezia            | 98        |
| Classifica (2021) | Posizione |
| Australia         | 99        |
| Belgio (Fiandre)  | 143       |
| Danimarca         | 53        |
| Stati Uniti       | 162       |
| Classifica (2022) | Posizione |
| Australia         | 29        |
| Belgio (Fiandre)  | 63        |
| Belgio (Vallonia) | 115       |
| Danimarca         | 38        |
| Islanda           | 40        |
| Lituania          | 27        |
| Norvegia          | 24        |
| Paesi Bassi       | 28        |
| Regno Unito       | 78        |
| Svezia            | 66        |
| Classifica (2023) | Posizione |
| Austria           | 23        |
| Germania          | 34        |
| Islanda           | 17        |
| Italia            | 69        |
| Norvegia          | 4         |
| Paesi Bassi       | 10        |
| Regno Unito       | 32        |
| Stati Uniti       | 23        |
| Svizzera          | 19        |
| Ungheria          | 28        |
| Classifica (2024) | Posizione |
| Portogallo        | 22        |
| Ungheria          | 37        |

### Classifiche di fine decennio
| Classifica (2010-19) | Posizione |
| -------------------- | --------- |
| Norvegia             | 24        |
| Stati Uniti          | 39        |